# 钩唇猪笼草
钩唇猪笼草（学名：Nepenthes hamata）为苏拉威西特有的热带食虫植物，其生长于海拔1400米至2500米处。
其种加词“hamata”来源于拉丁文“hamatus”，意为“钩状的”，指其唇内缘高度发达的唇齿。

## 植物学史

### 早期历史及正式描述
早在正式描述钩唇猪笼草及其受到学界认可的几十年前，西方探险家就已发现了它。1938年，荷兰植物学家皮埃尔·约瑟夫·艾玛采集到了钩唇猪笼草的标本；之后，该标本被指定为模式标本。
1984年，两份关于钩唇猪笼草的正式描述接连发表：仓田重夫将其描述为齿状猪笼草（N. dentata）}}，发表于《新加坡园艺公报》（The Gardens' Bulletin Singapore）；约翰·R·特恩布尔（John R. Turnbull）和安妮·T·米德尔顿（Anne T. Middleton）将其描述为钩状猪笼草（N. hamatus）}}，发表于《分类生物学、植物社会学、植物生态学杂志》（Reinwardtia）。
根据仓田重夫在其对齿状猪笼草的描述中的介绍可知，仓田重夫在1972年对茂物植物园植物标本馆的探访中第一次注意到这个物种：
|  | 在1972年对茂物植物园植物标本馆的探访中，我研究了他们的猪笼草标本，观察了很多采自印度尼西亚数个岛屿的不明物种的标本。当看到皮埃尔·约瑟夫·艾玛采集于苏拉威西的标本时，我见到了一种很有趣的猪笼草。经过随后的研究，我现在可以断定其应该是一个新物种。 |

齿状猪笼草这个名称最早出现于仓田重夫1976年的著作《基纳巴卢山的猪笼草》中，其中齿状猪笼草已被列入所以已知的猪笼草物种列表中，并标注星号及注释“尚未确定”。

### 命名优先权的争议
因为仓田重夫对齿状猪笼草的正式描述和特恩布尔与米德尔顿对钩状猪笼草的正式描述几乎是同时发表的，这使得谁拥有命名优先权存在争议。此外，相同的情形还发生在这三位学者对艾玛猪笼草（N. eymae）/漏斗猪笼草（N. infundibuliformis）和无毛猪笼草（N. glabrata）/红斑猪笼草（N. rubromaculata）的描述上。
以女性后缀结尾的名称，钩唇猪笼草（N. hamata）}}得到更广泛的使用，且其在齿状猪笼草前21天就已发表。马修·杰布在1994年写道：“虽然这一名称优先于齿状猪笼草……但根据《國際植物命名法規》，预印的《分类生物学、植物社会学、植物生态学杂志》（Reinwardtia）在技术上不能“自由提供”，所以这实际上存在严重的问题”。分类学家简·斯洛尔（Jan Schlauer）确信特恩布尔与米德尔顿的描述发表于仓田重夫的之前，但仓田重夫也跟着在《食虫植物研究会杂志》上发表了一篇关于该物种的文章。虽然在随后的几年间有部分学者将这一物种称为齿状猪笼草，但钩唇猪笼草的使用更为广泛，也基于此，在所有关于猪笼草属的主要专著中都保留了钩唇猪笼草这一名称。
在这两份描述发表后的数年间，部分学者将这两个类群看作是两个独立的物种，甚至有学者猜测钩唇猪笼草实为齿状猪笼草的杂交种。而简·斯洛尔认为齿状猪笼草是钩唇猪笼草的同物异名。

### 模式标本
钩唇猪笼草的模式标本编号为“J.R.Turnbull & A.T.Middleton 83121a”，1983年9月19日采集于中苏拉威西省卢穆特山（Mount Lumut）的西部山脊1°07′S 121°39′E / 1.117°S 121.650°E，海拔为1850米至1900米。特恩布尔与米德尔顿在他们的描述中表明，这份模式标本存放于茂物植物园植物标本馆（BO）中。但马丁·奇克和马修·杰布却未能在此找到。此外，共同描述的无毛猪笼草和漏斗猪笼草的模式标本也未能找到。
最早由荷兰植物学家皮埃尔·约瑟夫·艾玛采集的编号为“Eyma 3572”的标本被指定为齿状猪笼草的模式标本。1938年9月3日，该标本采集于卢穆特山北部山脊的第二营地与第三营地之间。其选模标本和等模标本都存放于茂物植物园植物标本馆中。
除了上述提到的钩唇猪笼草的标本外，在一些文献中也出现了一些其他的标本。

### 园艺

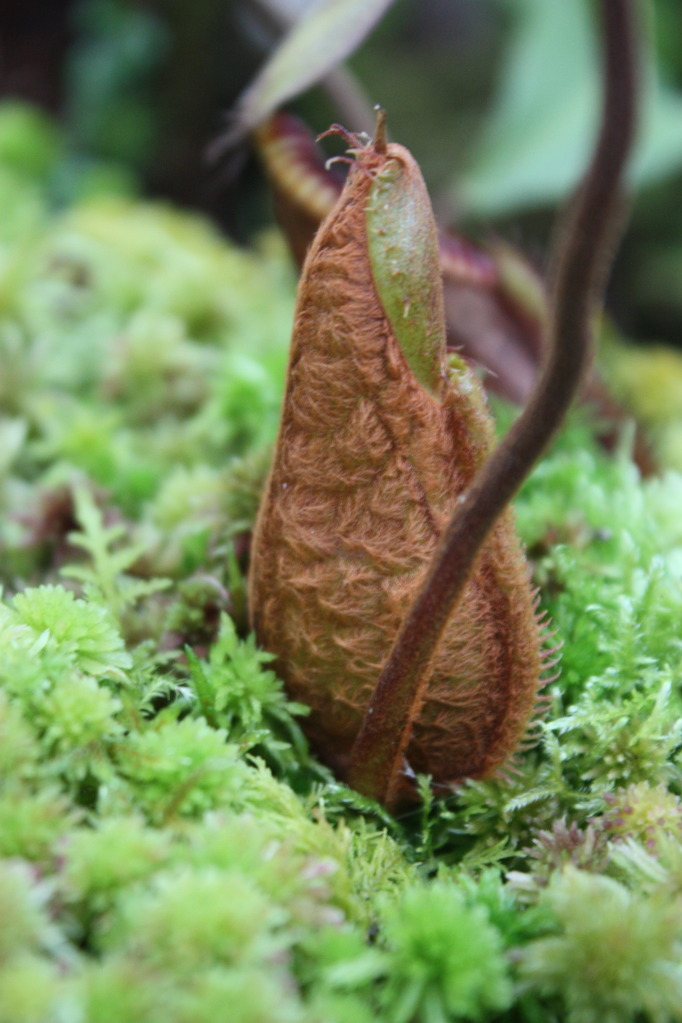
钩唇猪笼草多毛变体发育中的捕虫笼，示其发达的毛被。该植株由野外采集的种子培育而来

1996年之前，钩唇猪笼草很少被人工栽培。因其数量稀少及外观奇特，特别受到植物玩家的青睐，期间每株价格约为300至400美元。在商业利益驱使下，当地及国际的植物猎头对野生钩唇猪笼草的采集越发频繁。自1995年起，李乾开始指导婆罗洲沙捞越的一家公司（Malesiana Tropicals）进行猪笼草的人工繁殖计划。钩唇猪笼草的种子由李乾在野外采集，之后该公司用发育出来的组织进行组织培养。2001年，其销售了超过500株钩唇猪笼草，买主为植物爱好者、植物园和研究所等。供给量的增加使得钩唇猪笼草的价格大幅下降。2001年时预计钩唇猪笼草的价格会稳定在每株50美元左右，这将使采集野生植株无利可图。但该物种仍非常的抢手，且在园艺中也仍较为罕见。

### 多毛变种的发现
2005年初，李乾宣布发现了钩唇猪笼草的一个新变种，其具有非常密集的毛被：
|  | 我想应该会有人想看看我最近在苏拉威西拍到的钩唇猪笼草的一个新变种。其所在地距离钩唇猪笼草的模式产地很远，该物种在整个山脊都具有地理变异。 相对于产自卢穆特山的变种（该可能是目前所有人工栽培植株的种源？），该新变种更健壮，且具有更密集的锈褐色的毛被。此外，笼盖上的长毛也没有众多的分支。其他营养组织与钩唇猪笼草符合得很好。 |

关于该类群的分类地位，李乾随后写道：其只是钩唇猪笼草的一个地理变种。在园艺中已存在该多毛变型的钩唇猪笼草的成年开花植株，也已用与其他猪笼草进行人工杂交。

### 之后的研究
2009年，英国地理学家斯图尔特·麦克弗森在野外观察了钩唇猪笼草，并在其专著《旧大陆的猪笼草》中更新了该物种的描述。这本书中还包含了由斯图尔特·麦克弗森和格雷格·伯克（Greg Bourke）于2007年发现的未描述类群苏拉威西猪笼草（N. sp. Sulawesi），其与钩唇猪笼草之间存在着密切的近缘关系。在斯图尔特·麦克弗森2011年的著作《新猪笼草：卷一》中被正式描述为黑猪笼草（N. nigra）。

## 形态特征

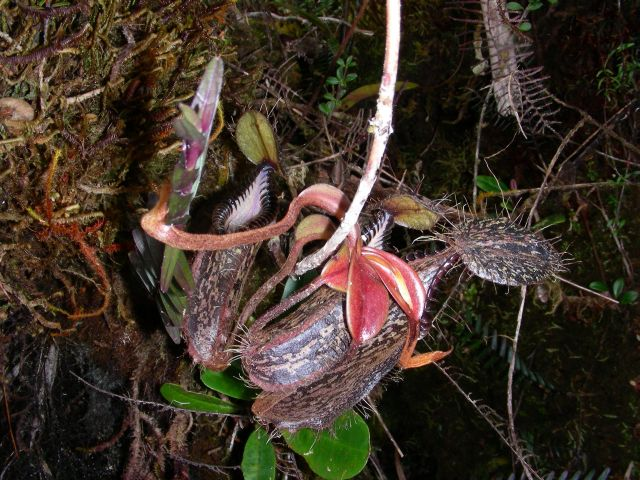
由老茎发出的侧芽，具鲜红色的叶片及巨大的下位笼

钩唇猪笼草喜攀爬。茎可分叉，可长达7米，呈圆柱形至钝三棱柱形，莲座状植株的茎或短茎的直径可达3毫米，攀援茎的直径为4至5毫米。前者的节间距通常可达6毫米，后者为3.5至6厘米。
尽管不同类群间存在差异，但尚未有钩唇猪笼草的种下类群的描述。

### 叶
钩唇猪笼草的叶片无柄，纸质。叶片的形状多变：可为线形、披针形或略呈椭圆形。
莲座状植株或短茎的叶片通常为倒披针形至长圆形－椭圆形，可长达7.5厘米，宽至2.5厘米。叶尖为急尖，不呈盾形。叶基抱茎，使得茎好像是穿过叶片的假象。可能出现叶耳，但其发达程度参差不齐。叶片可能略下延，但不突出。
攀援茎的叶片通常为长圆形－椭圆形。其较短茎的叶片大，但相对较短，可长达5至15厘米，宽至1.8至4厘米。叶尖可能为急尖至钝尖，叶基渐狭，抱茎；某些植株的叶片可能下延至1.5厘米。中脉的两侧各有2条（极少数可达4条）纵脉。其仅存在于叶片外侧三分之一至二分之一（极少数可达三分之二）。羽状脉不明显；其为特征性的，分叉。

### 捕虫笼
钩唇猪笼草的下位笼仅出现于植株转入攀援生长前的一小段时间，但由攀援茎的侧芽刚开始也会出现下位笼。其可高达18厘米，宽至5厘米。其下四分之一至二分之一为卵形。上部较窄，可能为圆柱形或略呈漏斗形。两部分之间常具明显的笼肩。下位笼腹面平展，笼翼可宽达16毫米。笼翼具密集的丝状翼须，其可长达19毫米，常超过笼翼的宽度。翼须常成对排列，间距约2毫米，常一次或二次二分叉。捕虫笼内表面的蜡质区极其发达。
下位笼的笼口通常为明显的菱形，少数为卵形或椭圆形。其极倾斜，从侧面观察其下凹。笼口基部向上拉长形成一个减缩的唇颈，其可能直立或向笼口倾斜。该物种的唇可能是猪笼草属中最为发达的。唇为圆柱形至略微平展，有光泽，坚硬，可宽达5毫米（不包括唇齿）。唇肋可高达6毫米，间距可达5毫米。唇片总共可长达15毫米，但不同植株的唇片大小和数量亦不同（典型的唇每侧约20片）。唇内缘的唇齿特别长，内弯。唇齿呈镰刀状，从唇内缘至唇齿末端约7毫米。唇外缘也向外延伸2毫米。唇颈的唇齿形如匕首，可长达10毫米，宽至2毫米。最顶部的唇齿明显向外反卷。
下位笼的笼盖为椭圆形至卵形，可长达6厘米，宽至5厘米。其大致水平，边缘常上翘。末端浑圆，而基部偶尔为心形或略呈心形。笼盖的下表面无附属物，但其上表面可能具有多细胞的丝状附属物。该附属物的形状不稳定，可能完全消失。这些长毛可长达20厘米，可分叉。其发自笼盖的叶脉的末端，每个笼盖上长毛的数量可达45根。其仅限于笼盖边缘。笼盖下表面稀疏分布着椭圆形的缘纹蜜腺。这些蜜腺都非常小，直径仅0.1至0.2毫米。笼盖基部后方的笼蔓尾可长达9毫米。其单一或反复分叉至丛生。马丁·奇克和马修·杰布观察的笼蔓尾基部5叉，每叉又再分支。
钩唇猪笼草的上位笼的形状类似于下位笼，但通常较细长，可高达7至25厘米，宽至1.2至6厘米。上位笼的下五分之一至三分之一为卵形，上部较窄，为圆柱形至略呈漏斗形。两部分之间与下位笼一样常具明显的笼肩。大部分上位笼的笼翼缩小为一对隆起，少数上位笼还保留着发达的笼翼。上位笼的唇通常更发达，唇齿更长更宽，部分类群的唇齿完全向外延展。其唇齿通常长12至16毫米，宽2至3毫米，间距2.5至6毫米。上位笼其余大部分组织类似于下位笼。

### 花序
钩唇猪笼草的花序为总状花序。雄性花序长8至15厘米，总花梗长2.4至10厘米，花序轴可长达8厘米。总花梗基部的直径约3毫米。每个花梗带一朵花，其长10至15毫米，宽0.1至0.3毫米。每个花序约有22根花梗。花被片为椭圆形，反折，长1.5至3毫米，宽1至1.5毫米。雄蕊柄长1至2.5毫米，花药头长0.8至1.4毫米，宽0.6至0.8毫米。果序长约8.5厘米，宽约5厘米（包括果实），果柄长约6.5厘米，基部直径约2.25毫米。每个果序约有15个果荚，果荚长19至20毫米，宽3.5至4.5毫米。其种子与大部分猪笼草的种子一样，为丝状，长约8毫米，宽0.4至0.6毫米。

### 毛被
钩唇猪笼草的毛被可变性极高。多数植株的大部分组织无毛，仅捕虫笼、笼蔓和叶片的下表面具有橙色至棕色的软毛。某些变体的捕虫笼及花序的部分可能具有密集蓬松的长毛。而少数植株的成熟组织也可能完全无毛被。

## 生态关系
钩唇猪笼草是印度尼西亚苏拉威西特有的热带食虫植物。其主要分布于中苏拉威西省东部（包括东部半岛的大部分地区），少数分布至米納哈薩半島。具体为卢穆特山（Mount Lumut）、Poka Pindjang山、Roroda Timbu山、Sojol山、Tambusisi山和Tomongkobae山脉。海拔分布范围为1400米至2500米。
钩唇猪笼草即可陆生也可附生。其存在于低地及高地山地苔藓森林中，而在山脊和山顶处依附着灌木植被生长。这类原生地空气相对湿度较高，常有部分遮荫。偶尔会出现其与无毛猪笼草和毛盖猪笼草（N. tentaculata）的自然杂交种。2006年12月，李乾最早报道发现了钩唇猪笼草与无毛猪笼草的自然杂交种。
根据2000年的评估，钩唇猪笼草已被列入《2006年世界自然保护联盟濒危物种红色名录》中，保护状况为易危。2009年，斯图尔特·麦克弗森写道该物种“分布广泛”，并且大部分种群“位于偏远地区，目前一般不会濒危”。至少在罗瑞林都国家公园和莫罗瓦利保护区（Morowali Nature Reserve）两个保护区内存在钩唇猪笼草，因区内仍尚未完全探明，在某些未考察的山峰上可能存在着一定数量的钩唇猪笼草。因其“在未来可能由于采集压力而使多样性降低”，所以斯图尔特·麦克弗森强调要监控特定变种的数量，特别是红毛变种。

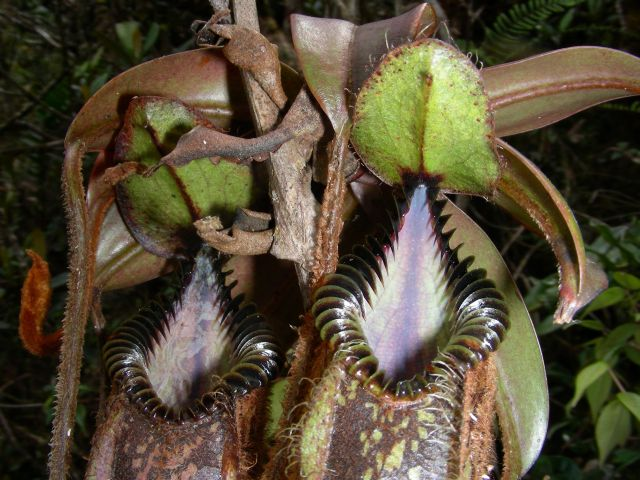
钩唇猪笼草的捕虫笼，示其独特的唇结构

## 相关物种
钩唇猪笼草属于所谓的“钩唇组”（Hamata group）中，其中还包括了产自婆罗洲和苏拉威西的其他四种与其关系密切的物种：无毛猪笼草、姆鲁山猪笼草（N. muluensis）、毛律山猪笼草（N. murudensis）和毛盖猪笼草。2009年，黑猪笼草被加入其中。在马丁·奇克和马修·杰布2001年的专著《猪笼草科》中，他们提出宽叶猪笼草（N. adnata）亦是其近亲。
钩唇猪笼草与毛盖猪笼草之间的关系非常紧密。它们捕虫笼的笼盖上都具有多细胞的丝状附属物，且叶片和捕虫笼的一般形态也很相似。钩唇猪笼草与毛盖猪笼草的区别在于其唇更发达，为片状；而毛盖猪笼草无明显的唇齿。
在马丁·奇克和马修·杰布2001年的专著中写道：钩唇猪笼草的一些标本显示其唇的发达程度的差异性极高，部分标本“与毛盖猪笼草非常相近”，但这并不意味着其为钩唇猪笼草和毛盖猪笼草的中间型，而是由于该捕虫笼属于下位笼与上位笼之间的中位笼。

## 扩展阅读
- 食虫植物照片搜寻引擎中钩唇猪笼草的照片 （页面存档备份，存于）

 维基共享资源上的相關多媒體資源：钩唇猪笼草
 維基物種上的相關：钩唇猪笼草